# Дзуппи, Маттео Мария
Маттео Мария Дзуппи (итал. Matteo Maria Zuppi; род. 11 октября 1955, Рим, Италия) — итальянский кардинал. Титулярный епископ Вилла Новы и вспомогательный епископ Рима с 31 января 2012 по 27 октября 2015. Архиепископ Болоньи с 27 октября 2015. Председатель Итальянской епископской конференции с 24 мая 2022. Кардинал-священник с титулом церкви Сант-Эджидио с 5 октября 2019. Работал с Общиной Святого Эгидия.

## Ранняя биография

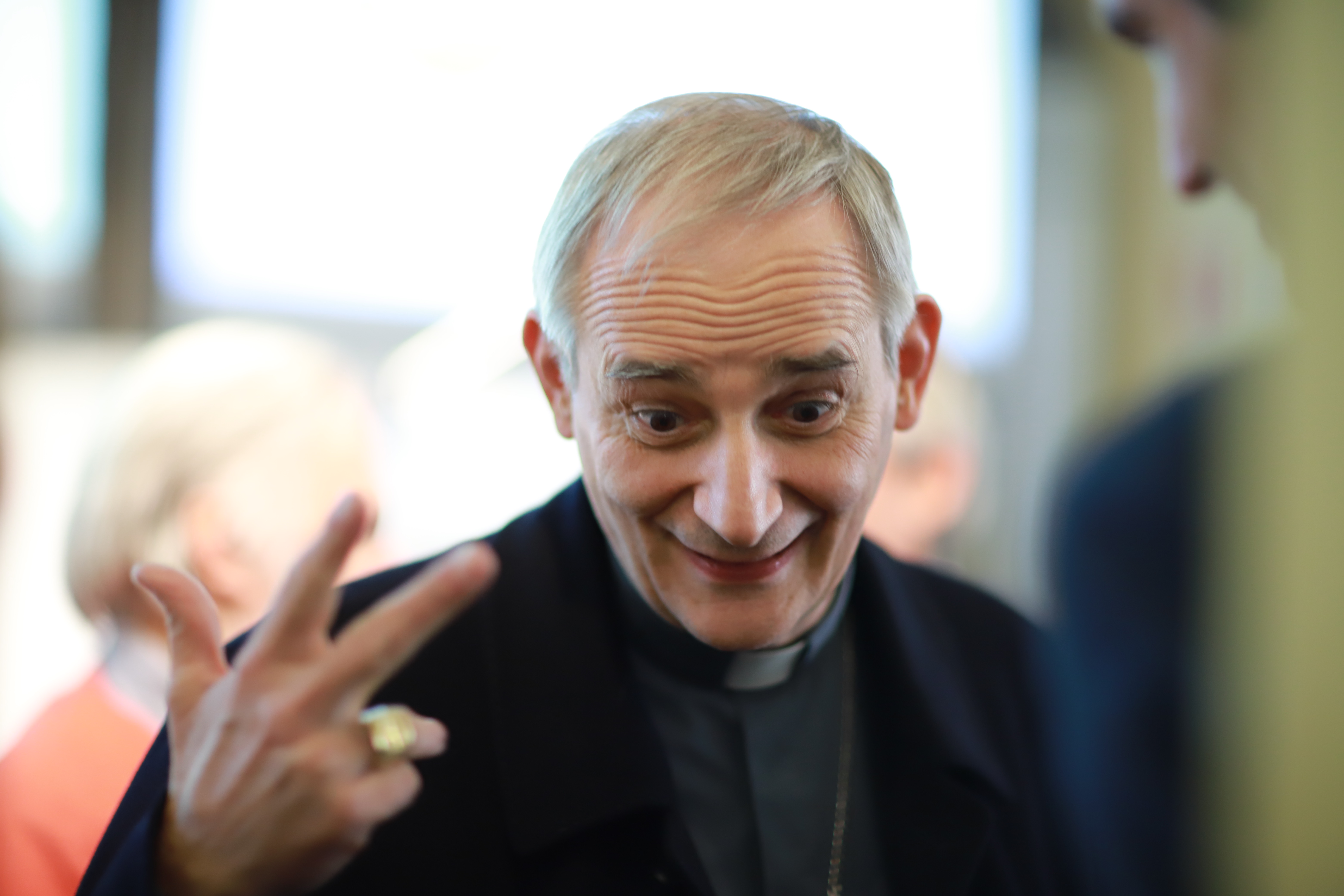
2018 год

Родился в Риме 11 октября 1955 года, пятый из шести детей журналиста Энрико Дзуппи и Карлы Фумагалли, племянницы кардинала Карло Конфалоньери. Он учился в римской гимназии Лицео Вирджилио, затем продолжил учебу в семинарии в Палестрине и получил степень бакалавра Священной Теологии в Папском Латеранском университете в Риме. Он также получил диплом в Университете «Сапиенца» в Риме, написав дипломную работу по истории христианства. 9 мая 1981 года он был рукоположен в священники Палестринской епархии, а в том же году был назначен викарием прихода Базилики Санта-Мария ин Трастевере под руководством Винченцо Пагли, которому он впоследствии сменил на посту пастора церкви, служа с 2000 по 2010 год. В 1988 году он был инкардинирован в Римскую архиепархию.
Он работал с общиной Святого Эгидия — католической светской ассоциацией, посвященной экуменизму и разрешению конфликтов. Дзуппи был одним из четырех посредников двухлетних мирных переговоров в Риме, в результате которых были подписаны Римские общие мирные соглашения, положившие конец гражданской войне в Мозамбике в 1992 году, за что он был удостоен почетного гражданства этой страны. В 1993 году Дзуппи также посетил Турцию с целью добиться освобождения двух итальянских туристов, удерживаемых курдскими повстанцами.

## Награды
- Орден «За заслуги» II степени (28 декабря 2023 года, Украина) — за весомый личный вклад в укрепление межгосударственного сотрудничества, поддержку государственного суверенитета и территориальной целостности Украины, популяризацию Украинского государства в мире[5].